# Charlie Siringo
Charles Angelo Siringo (7 février 1855 — 18 octobre 1928), était un avocat et écrivain américain, né dans le comté de Matagorda au Texas. Il travailla comme cow-boy dans un ranch dès l'âge de 15 ans. Il fut engagé  ensuite par l'Agence Pinkerton (participant notamment au démantèlement de la Wild Bunch) puis comme policier des New Mexico Rangers. 

## Ses œuvres
- A Texas Cowboy: or, Fifteen Years on the Hurricane Deck of a Spanish Pony. - Édité par Richard Etulain. - New York, New York: Penguin Books. - 2000. -  (ISBN 0140437517)
- A Cowboy Detective. - Lincoln, Nebraska: University of Nebraska Press. - 2006. -  (ISBN 0803291892)
- Riata And Spurs The Story Of A Lifetime Spent In The Saddle As Cowboy And Ranger. - avec Gifford Pinchot. -Kessinger Publishing. - 2004. -  (ISBN 1417910674)